# Historický archiv Sombor

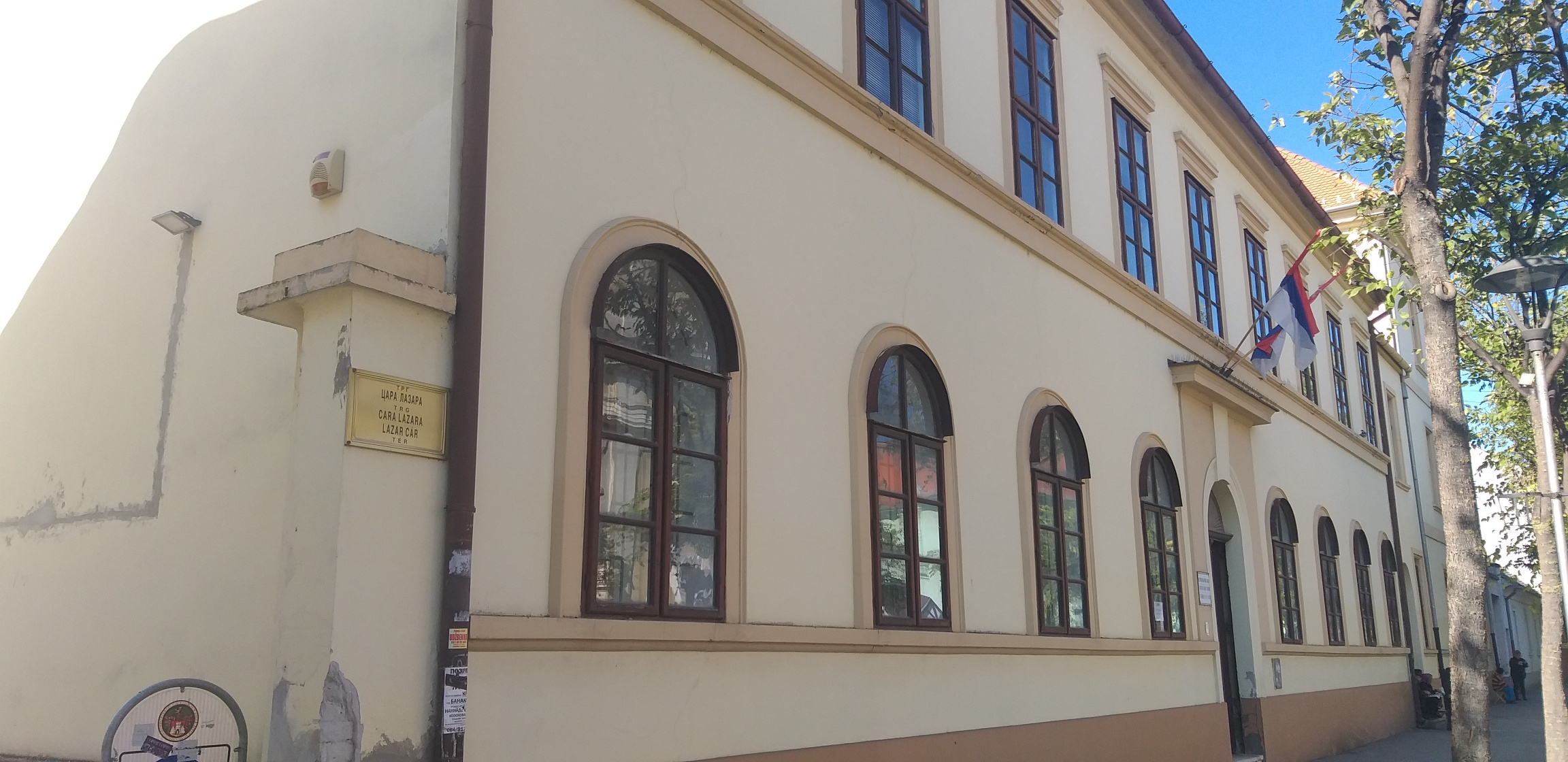
Budova archivu.

Historický archiv Sombor (srbsky Историјски архив Сомбор) je kulturní instituce všeobecného významu, která se věnuje ochraně, uspořádání a archivování na území Západobačského okruhu v Srbsku. Jako instituce sídlí v Krušperově paláci, který je spolu s Pašovou věží kulturní památkou velkého významu. Jeho adresa je Cara Lazara 5.

## Historie
Instituce byla zřízena na návrh Státního archivu v Bělehradu v souvislosti s nařízením Vlády FNRJ dne 12. března 1948. Spolu se somborským historickým archivem byly takto ustanoveny i obdobné instituce po celé Vojvodině. Tehdy se jednalo o tzv. Archivní středisko (srbsky Arhivsko središte), později Městský státní archiv, a od roku 1964 má instituce současný název. Od roku 2002 je zřízovatelem archivu Autonomní oblast Vojvodina.

## Archivované dokumenty
V místním archivu se nachází přes 500 fondů a celkem 3000 metrů délky všech dokumentů. Ty pocházejí z různých období od 17. století až do současnosti.